# Hochwand
Hochwand är ett berg i Österrike.   Det ligger i distriktet Innsbruck-Land och förbundslandet Tyrolen, i den västra delen av landet, 400 km väster om huvudstaden Wien. Toppen på Hochwand är 2 719 meter över havet, eller 1 137 meter över den omgivande terrängen. Bredden vid basen är 15,4 km. Hochwand ingår i Mieminger Gebirge.
Terrängen runt Hochwand är huvudsakligen bergig, men söderut är den kuperad. Närmaste större samhälle är Telfs, 7,0 km sydost om Hochwand. 
Trakten runt Hochwand består i huvudsak av gräsmarker. Runt Hochwand är det ganska tätbefolkat, med 80 invånare per kvadratkilometer.